# Тинальини, Хуан
Хуа́н Франси́ско Тинальи́ни Олариа́га (исп. Juan Francisco Tinaglini Olariaga; родился 8 ноября 1998 года, Монтевидео) — уругвайский футболист, вратарь клуба «Ривер Плейт».

## Биография
Тинальини — воспитанник столичного клуба «Ривер Плейт». В 2015 году Хуан был включён в заявку клуба на участие в сезоне.
С 2020 года является игроком «Монтевидео Сити Торке». В том же году на правах аренды выступал за «Атенас».
В начале 2015 года Хуан в составе юношеской сборной Уругвая принял участие в юношеском чемпионате Южной Америки в Парагвае. На турнире он сыграл в матче против команды Эквадора.
В 2017 года Тинальини в составе молодёжной сборной Уругвая выиграл молодёжный чемпионат Южной Америки в Эквадоре. На турнире он был запасным вратарём и на поле не вышел.
В том же году Хуан принял участие в молодёжном чемпионате мира в Южной Корее. На турнире он был запасным и на поле не вышел.

## Достижения
Международные
 Уругвай (до 20)
- Чемпионат Южной Америки среди молодёжных команд — 2017